# Rachid Bouaouzan

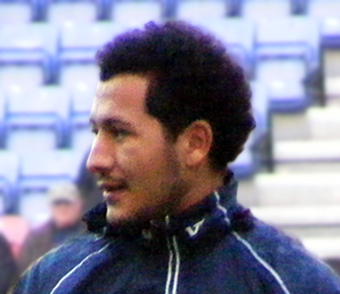
Rachid Bouaouzan (2009)

Rachid Bouaouzan (* 20. Februar 1984 in Rotterdam) ist ein niederländisch-marokkanischer Fußballspieler. Der Flügelspieler machte mit einem brutalen Foul Schlagzeilen, für das er zu sechs Monaten Gefängnis verurteilt wurde.
Bouaouzan startete seine Profikarriere in der Saison 2003/04 bei Sparta Rotterdam. In seiner zweiten Saison beim Rotterdamer Klub sorgte er für reichlich negative Schlagzeilen. Nach einem brutalen Foul an Niels Kokmeijer in der Partie gegen die Go Ahead Eagles am 17. Dezember 2004 geriet er stark in die Kritik. Kokmeijer musste aufgrund eines komplizierten Beinbruches seine Karriere beenden und der niederländische Fußballverband sperrte Bouaouzan für zwölf Spiele. Sein Verein suspendierte den Spieler bis zum Saisonende. 
Des Weiteren wurde er von der niederländischen Regierung wegen Körperverletzung vor ein Gericht gebracht, was einen bis dahin einmaligen Vorgang in der Geschichte des niederländischen Fußballsports darstellte. Bouaouzan wurde wegen vorsätzlicher Körperverletzung zu einer sechsmonatigen Gefängnisstrafe und der Zahlung von 100.000 Euro Schmerzensgeld verurteilt, dieses Urteil bestätigte das Oberste Gericht der Niederlande im April 2008.
Am Ende der Saison qualifizierte sich Sparta Rotterdam für die Aufstiegs-Play-Offs und Bouaouzan erzielte im letzten Spiel gegen Helmond Sport den Siegtreffer, der zur Teilnahme an der Eredivisie in der Saison 2005/06 berechtigte. In der Erstligasaison wurde er in fast jedem Spiel bei jedem Ballkontakt ausgebuht. 
Bouaouzan unterschrieb im August 2007 einen Dreijahresvertrag bei Wigan Athletic, setzte sich dort aber nicht durch und verließ im Sommer 2010 nach drei Jahren und nur einem Einsatz im League Cup Wigan wieder und wechselte nach Schweden zu Helsingborgs IF.
Bouaouzan nahm mit der marokkanischen Nationalmannschaft an einem Trainingslager im Oktober 2006 in den Niederlanden teil. Zudem absolvierte er bereits Einsätze für die niederländische U21-Nationalmannschaft, dennoch ist er bislang noch für beide A-Nationalmannschaften spielberechtigt.